# Diên Khánh, Bắc Kinh
Diên Khánh (tiếng Trung: 延庆区, bính âm: Yánqìng Xiàn, Hán Việt: Diên Khánh khu là một khu ngoại thành ở tây bắc của thủ đô Bắc Kinh, Trung Quốc. Khu Diên Khánh có diện tích 1980  km², dân số theo điều tra năm 2000 là 275.000 người và mật độ dân số là 139 người/ km².
Tháng 11 năm 2015, Quốc vụ viện Trung Quốc phê chuẩn việc nâng cấp huyện Diên Khánh cùng với huyện Mật Vân thuộc thủ đô Bắc Kinh thành 2 khu có tên tương ứng. (Nguồn: http://news.ifeng.com/a/20151113/46229193_0.shtml)